# Unterseeboot 229
Le Unterseeboot 229 (ou U-229) est un sous-marin allemand (U-Boot) de type VII.C utilisé par la Kriegsmarine (marine de guerre allemande) pendant la Seconde Guerre mondiale

## Historique
Mis en service le 3 octobre 1942, l'Unterseeboot 229 reçoit sa formation de base à Kiel en Allemagne au sein de la 5. Unterseebootsflottille jusqu'au 28 février 1943, puis l'U-229 intègre sa formation de combat à Saint-Nazaire en France avec la 6. Unterseebootsflottille.
Il réalise sa première patrouille, quittant le port de Kiel le 20 février 1943 sous les ordres de l'Oberleutnant zur See Robert Schetelig. Après 57 jours de mer et un palmarès de deux navires marchands coulés de 8 352 tonneaux et un navire marchand endommagé de 3 670 tonneaux, l'U-229 rejoint la base sous-marine de Saint-Nazaire qu'il atteint le 17 avril 1943.
L'Unterseeboot 229 a effectué trois patrouilles dans lesquelles il a coulé deu navires marchands de 8 352 tonneaux et a endommagé un navire marchand de 3 670 tonneaux au cours de 108 jours en mer.
Sa troisième patrouille le fait quitter la base sous-marine de La Rochelle le 31 août 1943 toujours sous les ordres de l'Oberleutnant zur See Robert Schetelig. Après 23 jours en mer, l'U-229 est attaqué et coulé le 22 septembre 1943 dans l'Atlantique Nord au sud-est du Cap Farvel au Groenland à la position géographique de 54° 36′ N, 36° 25′ O par des charges de profondeur, par des tirs d'artillerie et par un éperonnage  du destroyer britannique HMS Keppel. Les Modèle:Nor d'équipage meurent dans cette attaque.

## Affectations successives
- 5. Unterseebootsflottille à Kiel du 3 octobre 1942 au 28 février 1943 (entrainement)
- 6. Unterseebootsflottille à Saint-Nazaire du 1er mars au 22 septembre 1943 (service actif)

## Commandement
- Oberleutnant zur See Albrecht Gänge du 3 octobre 1942 au 22 septembre 1943

## Patrouilles
|       | Commandant             | Départ          | Départ        | Arrivée           | Arrivée       | Jours     | Succès   |
| ----- | ---------------------- | --------------- | ------------- | ----------------- | ------------- | --------- | -------- |
| 1     | Oblt. Robert Schetelig | 20 février 1943 | Kiel          | 17 avril 1943     | Saint-Nazaire | 57 jours  | 12 022   |
| 2     | Oblt. Robert Schetelig | 11 mai 1943     | Saint-Nazaire | 7 juin 1943       | Bordeaux      | 28 jours  | 7 134    |
|       | Oblt. Robert Schetelig | 2 août 1943     | Bordeaux      | 3 août 1943       | La Pallice    | 2 jours   |          |
| 3     | Oblt. Robert Schetelig | 31 août 1943    | La Pallice    | 22 septembre 1943 | Coulé         | 23 jours  |          |
| Total | Total                  | Total           | Total         | Total             | Total         | 108 jours | 12 022 t |

Note : Oblt. = Oberleutnant zur See 

### Opérations Wolfpack
L'U-229 a opéré avec les Wolfpacks (meute de loups) durant sa carrière opérationnelle:
1. Neuland (4 mars 1943 - 6 mars 1943)
2. Ostmark (6 mars 1943 - 11 mars 1943)
3. Stürmer (11 mars 1943 - 16 mars 1943)
4. Leuthen (15 septembre 1943 - 23 septembre 1943)

## Navires coulés
L'Unterseeboot 229 a coulé deux navires marchands de 8 352 tonneaux et a endommagé un navire marchand de 3 670 tonneaux au cours des trois patrouilles (108 jours en mer) qu'il effectua.
| Date         | Navire        | Pavillon    | Tonnage | Convoi    | Fait |
| ------------ | ------------- | ----------- | ------- | --------- | ---- |
| 10 mars 1943 | Coulmore      | Royaume-Uni | 3 670   | Endommagé |      |
| 10 mars 1943 | Nailsea Court | Royaume-Uni | 4 946   | Coulé     |      |
| 5 avril 1943 | Vaalaren      | Suède       | 3 406   | Coulé     |      |

### Référence
1. ↑  http://uboat.net/boats/successes/u229/html

### Source
- (en) Cet article est partiellement ou en totalité issu de l’article de Wikipédia en anglais intitulé « German submarine U-229 » (voir la liste des auteurs).